# Zsoldos Sándor (író)
Zsoldos Sándor (Hódmezővásárhely, 1960. október 19. –) magyar író, szerkesztő.

## Életpályája
1985-ben szerzett a szegedi József Attila Tudományegyetemen szerzett magyar–történelem szakos középiskolai tanári oklevelet. 1985 és 1987 között a Szegedi Irodalmi Kávéház estjeinek szerkesztője volt, majd  1987-től 1989-ig a Tiszatáj szerkesztőségének munkatársaként dolgozott. 1990 és 1993 között az ELTE-n posztgraduális ösztöndíjas, 1993-tól 1999-ig ugyanitt volt tanársegéd, a Modern Magyar Irodalomtörténeti Tanszéken. 1996-ban megalapította a Gradus ad Parnassum Könyvkiadót.

## Kutatási területe
A 20. század első felének magyar irodalma, elsősorban Somlyó Zoltán, Füst Milán, Babits Mihály. 1996-ban megalapította a Gradus ad Parnassum Könyvkiadót.
A Digitális Irodalmi Akadémia Somlyó György-szakértője volt 1998-tól 2006-ig.

## Főbb munkái
- Somlyó Zoltán: Párbaj és kultúra. Válogatott publicisztikai írások 1908–1936. (Szerk.) Budapest, 1986, Magvető Kiadó.
- Füst Milán összes versei. Budapest, 1988, Magvető Kiadó; Budapest, 1997, Fekete Sas Kiadó.
- A Tiszatáj 1988/12. Tandori-száma.
- Babits Mihály levelezése I. 1890–1906. (Kritikai kiadás, szerk.) Budapest, 1998, Korona Kiadó.
- Vörösmarty János családi irata 1850–1876. (Sajtó alá rendezte, utószót írta.) Székesfehérvár, 2001, Árgus Kiadó-Vörösmarty Társaság.
- Az átkozott költö - Somlyó Zoltán emlékezete. (Emlékezet sorozat, válogatta Somlyó György és Zsoldos Sándor.) Nap Kiadó Bt., 2001, ISBN 963 8116 83 8
- Kálnoki Izidór (Vulpes): Újságíró-iskola. (Szerk., utószót írta.) Szeged, 2003, Maxim Kiadó.